# Martin Bajčičák
Martin Bajčičák, född i Dolný Kubín den 12 juni 1976, är en slovakisk före detta längdåkare, som tävlat i världscupen sedan 1995. Bajčičák enda seger i världscupen är på 15 km i Tyskland 2005.